# دیتر کلاوسنر
دیتر کلاوسنر (انگلیسی: Dieter Klaußner؛ زادهٔ ۱ ژوئن ۱۹۳۸) بازیکن فوتبال اهل آلمان است.
از باشگاه‌هایی که در آن بازی کرده‌است می‌توان به باشگاه فوتبال کارلسروهه اشاره کرد.